# Ronde van Italië 2010/Vierde etappe
De vierde etappe van de Ronde van Italië 2010 werd op 12 mei 2010 verreden. Het was de eerste etappe die op Italiaans grondgebied plaatsvond. De rit werd als een ploegentijdrit over 33 km, van Savigliano naar Cuneo, verreden.

## Eindstand
| rang | ploeg                   | land | tijd    |
| ---- | ----------------------- | ---- | ------- |
| 1    | Liquigas-Doimo          | ITA  | 36'37"  |
| 2    | Team Sky                | GBR  | +00'13" |
| 3    | Team HTC-Columbia       | USA  | +00'21" |
| 4    | Team Katusha            | RUS  | +00'27" |
| 5    | Astana                  | KAZ  | +00'38" |
| 6    | Cervélo TestTeam        | SUI  | +00'38" |
| 7    | Omega Pharma-Lotto      | BEL  | +00'46" |
| 8    | Team Garmin-Transitions | USA  | +00'49" |
| 9    | Team Saxo Bank          | DEN  | +00'50" |
| 10   | Team Milram             | GER  | +00'57" |

| Algemeen klassement | Algemeen klassement  | Algemeen klassement | Algemeen klassement    | Algemeen klassement |
| rang                | renner               | land                | ploeg                  | tijd                |
| ------------------- | -------------------- | ------------------- | ---------------------- | ------------------- |
|                     | Vincenzo Nibali      | ITA                 | Liquigas-Doimo         | 10u44'00"           |
| 2                   | Ivan Basso           | ITA                 | Liquigas-Doimo         | +00'13"             |
| 3                   | Valerio Agnoli       | ITA                 | Liquigas-Doimo         | +00'20"             |
| 4                   | André Greipel        | GER                 | Team HTC-Columbia      | +00'26"             |
| 5                   | Matthew Goss         | AUS                 | Team Saxo Bank         | +00'26"             |
| 6                   | Aleksandr Vinokoerov | KAZ                 | Astana                 | +00'33"             |
| 7                   | Vladimir Karpets     | RUS                 | Team Katusha           | +00'39"             |
| 8                   | Richie Porte         | AUS                 | Team Saxo Bank         | +00'45"             |
| 9                   | David Millar         | GBR                 | Team Garmin-Slipstream | +00'45"             |
| 10                  | Paolo Tiralongo      | ITA                 | Astana                 | +00'59"             |

## Nevenklassementen
| Puntenklassement | Puntenklassement | Puntenklassement | Puntenklassement        | Puntenklassement |
| rang             | renner           | land             | ploeg                   | punten           |
| ---------------- | ---------------- | ---------------- | ----------------------- | ---------------- |
|                  | Graeme Brown     | AUS              | Rabobank                | 28               |
| 2                | Wouter Weylandt  | BEL              | Quick Step              | 27               |
| 3                | Tyler Farrar     | USA              | Team Garmin-Transitions | 25               |

| Bergklassement | Bergklassement  | Bergklassement | Bergklassement   | Bergklassement |
| rang           | renner          | land           | ploeg            | punten         |
| -------------- | --------------- | -------------- | ---------------- | -------------- |
|                | Paul Voss       | GER            | Team Milram      | 4              |
| 2              | Stefano Pirazzi | ITA            | Colnago-CSF Inox | 4              |
| 3              | Rick Flens      | NED            | Rabobank         | 4              |

Het bergklassement is voorafgaand aan de etappe al zeker omdat er in deze rit geen punten voor het bergklassement zijn te winnen.
| Jongerenklassement | Jongerenklassement | Jongerenklassement | Jongerenklassement | Jongerenklassement |
| rang               | renner             | land               | ploeg              | tijd               |
| ------------------ | ------------------ | ------------------ | ------------------ | ------------------ |
|                    | Valerio Agnoli     | ITA                | Liquigas-Doimo     | 10u44'20"          |
| 2                  | Matthew Goss       | AUS                | Team HTC-Columbia  | +00'06"            |
| 3                  | Richie Porte       | AUS                | Team Saxo Bank     | +00'25"            |

| Ploegenklassement | Ploegenklassement | Ploegenklassement | Ploegenklassement | Ploegenklassement |
| rang              | ploeg             | land              | tijd              |                   |
| ----------------- | ----------------- | ----------------- | ----------------- | ----------------- |
|                   | Liquigas-Doimo    | ITA               | 30u59'09"         |                   |
| 2                 | Team HTC-Columbia | USA               | + 0'01"           |                   |
| 3                 | Astana            | KAZ               | + 0'19"           |                   |

1e etappe ·
2e etappe ·
3e etappe ·
4e etappe ·
5e etappe ·
6e etappe ·
7e etappe ·
8e etappe ·
9e etappe ·
10e etappe ·
11e etappe ·
12e etappe ·
13e etappe ·
14e etappe ·
15e etappe ·
16e etappe ·
17e etappe ·
18e etappe ·
19e etappe ·
20e etappe ·
21e etappe
Startlijst · Eindstanden · Afbeeldingen